# Isidoro Garnelo Fillol
Isidoro Garnelo Fillol – hiszpański malarz i rzeźbiarz pochodzący z Walencji. 
Malował dzieła o tematyce religijnej oraz rodzajowej.

## Życiorys
Pochodził z rodziny o tradycjach artystycznych. Malarstwem zajmowali się również jego wuj José Ramón Garnelo Gonzálvez, brat Jaime Garnelo Fillol oraz kuzyni José Garnelo y Alda i Eloísa Garnelo Aparicio. Jego kuzyn Manuel Garnelo y Alda był rzeźbiarzem.
W 1875 r. zamieszkał w Walencji, studiował rysunek w Escuela del Ateneo Obrero de Valencia oraz w Królewskiej Akademii Sztuk Pięknych San Carlos. Jego nauczycielem rzeźby był José Guzmán Cuallar. Dzięki stypendium prowincji Walencja w 1891 r. wyjechał do Rzymu, gdzie studiował w Akademii Chigi. W 1984 r. jego obraz La profecía de San Vicente Ferrer relativa al Papa Calixto III zdobył II medal na Krajowej Wystawie Sztuk Pięknych. W 1895 r. na tej samej wystawie otrzymał II medal za Estudio de desnudo.
W 1896 r. wrócił do Hiszpanii i otrzymał stanowisko profesora koloru i kompozycji w Królewskiej Akademii Sztuk Pięknych San Carlos. W 1927 r. został dyrektorem Escuela de Bellas Artes de Valencia.

## Wybrane dzieła
- La profecía de San Vicente Ferrer relativa al Papa Calixto III, 1891
- Niño yacente
- Estudio de desnudo, 1894